# ヴェローナ＝ヴィッラフランカ空港
ヴェローナ＝ヴィッラフランカ空港（ヴェローナ＝ヴィッラフランカくうこう、英：Verona Villafranca Airport、伊：Aeroporto di Verona-Villafranca）あるいはウァレリウス・カトゥルス空港 (Valerio Catullo Airport) と呼ばれる空港はイタリア共和国ヴェネト州ヴェローナ県ヴィッラフランカ・ディ・ヴェローナに位置する国際空港である。

## 歴史

### 初期史
ヴィッラフランカ空港は元々ヴィッラフランカ空軍基地として第一次世界大戦中に軍用空港として建設された空港であった。その後1910年代初頭に民間空港となりローマへの定期便と北ヨーロッパへのチャーター便が発着を開始した。
1970年代後半に向けてヴェローナ県、ヴェローナ市、地元商工会議所による最初のコミュニティプロジェクトの下、ヴィッラフランカ空港に旅客ターミナル、事務所、そしてハンドリング施設が建設された。経営協会"Aeroporto Valerio Catullo di Verona Villafranca S.P.A."は1978年12月に設立された。所有権は現在、ヴェネト州 (ヴィッラフランカ・ディ・ヴェローナ、ソンマカンパーニャ)、ロンバルディア州 (ブレシア県)、トレント自治県 (第二主要株主)、トレンティーノ＝アルト・アディジェ自治州/南ティロル自治州 (ボルツァーノ自治県) の州政府間で共有されている。

### 1990年代と2000年代
1990年、旅客ターミナル、エプロン、駐機場は拡大し続ける航空需要に対処するために拡張された。また、同年に開催されたFIFAワールドカップではヴェローナが開催地の1つとなったため、ヴェローナ新環状道路 (SS12) が空港に接続し市内とのアクセスを改善した。
1995年、空港は年間旅客数が100万人を突破した。1999年、空港は"チャーター交通の特別分類" (Special Classification of Charter Traffic) でイタリアの2級空港になり、ミラノ・マルペンサ空港、ローマ・フィウミチーノ空港に次ぐランクとなった。
1992年に勃発したボスニア・ヘルツェゴビナ紛争ではヴィッラフランカ空港がNATO軍の戦闘機の集結地となった。
旅客数は2001年に年間200万人、2006年に年間300万人を突破するなど増加を続けている。このような需要の増加に応えて、空港はそのサービスと施設の上で重要な拡大プログラムを開始した。2006年5月、既存の第1ターミナルの横に新しい第2ターミナルが完成し空港の収容人数が倍増した。第1ターミナルは出発ターミナル、第2ターミナルは到着ターミナルとして使用されている。

### 2010年代
2011年に記録された年間旅客数3,385,794人の記録はそのまま増加し続けた。しかし、2012年に欧州連合がライアンエアーへの高額の補助金に対する調査を行いライアンエアーが撤退したため2013年は旅客数が減少しており、その後も上昇に転じているが2015年に再度減少している。
2015年、ライアンエアーはパレルモ、ロンドン/スタンステッド、ブリュッセルへの定期便で再参入した。2015 - 16年の冬季シーズン中に、フィンエアーのヴェローナ - ヘルシンキ線やエア・バルティックのヴェローナ - リガ線などいくつかの航空会社がチャーター路線を通常の一般路線に切り替えた。また、2015年10月下旬にはエールフランスが運航していたヴェローナ - パリ線が廃止され、子会社の格安航空会社トランサヴィアの路線に置き換えられた。

## 設備
ヴィッラフランカ空港には霧分散装置 (fog-dispersal device)　が整備されており、視界の悪い時間帯にも運航を続けることができる。このシステムは2003年から稼働しており、パイロットは高度75m (246ft) の時点で視界が確保できる場合に着陸することができる。滑走路はILSのカテゴリーIIIBアプローチ認定を受けている。
出発ターミナルと到着ターミナルは隣接している。出発ターミナル東側にチェックインエリアがあり、1階東側にラウンジがある。バス停は到着ホールを出たすぐの場所にある。

## 就航路線
| 航空会社                               | 就航地 |
| -------------------------------------- | --- |
| エーゲ航空 (AEE)                       | 季節運航：アテネ |
| エアリンガス (EIN)                     | ダブリン |
| アエロフロート・ロシア航空 (AFL)       | モスクワ/シェレメーチエヴォ |
| エア・バルティック (BTI)               | 季節運航：リガ |
| エア・ドロミティ (DLA)                 | フランクフルト、ミュンヘン |
| モルドバ航空 (MLD)                     | キシナウ |
| アルバスター (LAV)                     | 季節運航：クロトーネ、フエルテベントゥラ |
| アリタリア-イタリア航空 (AZA)          | ローマ/フィウミチーノ 季節運航：カターニア、イビサ |
| オーストリア航空 (AUA)                 | 季節運航・チャーター便：ストックホルム/アーランダ |
| ブルー・エクスプレス (BPA)             | ティラナ 季節運航：ランペドゥーザ |
| ブルーパノラマ航空 (BPA)               | モンバサ、ラ・ロマーナ |
| ブリティッシュ・エアウェイズ (BAW)     | ロンドン/ガトウィック |
| ダニッシュ・エア・トランスポート (DTR) | 季節運航・チャーター便：オーデンセ |
| イージージェット (EZY)                 | アムステルダム、ロンドン/ガトウィック |
| エル・アル航空 (ELY)                   | テルアビブ/ベン・グリオン |
| エンターエアー (ENT)                   | 季節運航・チャーター便：カトヴィツェ、ポズナン、ワルシャワ/ショパン |
| アーネスト航空 (ERN)                   | ティラナ |
| ユーロウイングス (EWG)                 | 季節運航：ケルン/ボン |
| フィンエアー (FIN)                     | 季節運航：ヘルシンキ |
| Flybe (BEE)                            | 季節運航：サウサンプトン、カーディフ 季節運航・チャーター便：グラスゴー、マンチェスター |
| フライワン (FIA)                       | キシナウ |
| イベリア・レヒオナル (ANE)             | 季節運航：マドリード (2019年8月4日運航開始) |
| アイスランド航空 (ICE)                 | 季節運航・チャーター便：レイキャヴィーク |
| Jet2.com (EXS)                         | 季節運航：ベルファスト国際、バーミンガム、イースト・ミッドランズ、エディンバラ、リーズ/ブラッドフォード、ロンドン/スタンステッド、マンチェスター |
| ラウダ (LDM)                           | 季節運航：シュトゥットガルト |
| ネオス (NOS)                           | ボア・ヴィスタ、フエルテベントゥラ、グラン・カナリア、マルサ・アラム、サル、シャルム・エル・シェイク、テネリフェ/スール 季節運航：ブリンディジ、カリャリ、カンクン、カターニア、イラクリオン、イビサ、カルパトス、コス、ラメーツィア・テルメ、ラ・ロマーナ、マレ、マルサ・マトルーフ、メノルカ、モンバサ、モンテゴ・ベイ、ミコノス、ノシ・ベ、オルビア、パルマ・デ・マヨルカ、ロドス、サラーラ、サントリーニ、スキアトス (2019年6月17日運航開始)、テルアビブ/ベン・グリオン、テッサロニキ、ザンジバル 季節運航・チャーター便：ブリストル、リーズ/ブラッドフォード (2019年9月21日まで) |
| ノルウェー・エアシャトル (NAX)         | 季節運航：オスロ/ガーデモエン |
| ヌーベルエア (LBT)                     | 季節運航：モナスティル |
| レッド・ウィングス航空 (RWZ)           | 季節運航・チャーター便：モスクワ/ドモジェドヴォ |
| ライアンエアー (RYR)                   | ベルリン/シェーネフェルト、バーミンガム、ブリンディジ、シャルルロワ、ロンドン/スタンステッド、パレルモ、カリャリ、ハンブルク、セビリア (2019年10月24日まで) |
| S7航空 (SBI)                           | モスクワ/ドモジェドヴォ 季節運航：サンクトペテルブルク |
| スマートウィングズ (TVS)               | 季節運航・チャーター便：ワルシャワ/ショパン |
| トーマス・クック航空 (TCX)             | 季節運航・チャーター便：マンチェスター |
| トランサヴィア (TRA)                   | 季節運航：アムステルダム |
| TUIエアウェイズ (TOM)                  | 季節運航：バーミンガム、グラスゴー、ロンドン/ガトウィック、マンチェスター、ニューカッスル・アポン・タイン 季節運航・チャーター便：ダブリン |
| チュニスエア (TAR)                     | 季節運航：ジェルバ、モナスティル |
| ウラル航空 (SVR)                       | 季節運航：クラスノダール |
| ボロテア (VOE)                         | バーリ、カリャリ、カターニア、ナポリ、パレルモ 季節運航：アルゲーロ、アテネ、コーク、ファロ、イラクリオン、イビサ、ラメーツィア・テルメ、オルビア、パルマ・デ・マヨルカ、パンテッレリーア、サントリーニ、ランペドゥーザ、メノルカ、ミコノス、ザキントス |
| ブエリング航空 (VLG)                   | 季節運航：バルセロナ |
| ウィズエアー (WZZ)                     | 季節運航：ロンドン/ルートン、ワルシャワ/ショパン |

## 焦点空港としている航空会社
以下の2社が焦点空港としている。
- ネオス (NOS)
- ボロテア (VOE)

## 統計
| 年     | 旅客数      |
| ------ | ----------- |
| 2000年 | 2,293,799人 |
| 2001年 | 2,188,068人 |
| 2002年 | 2,185,785人 |
| 2003年 | 2,452,723人 |
| 2004年 | 2,687,565人 |
| 2005年 | 2,649,655人 |
| 2006年 | 3,007,965人 |
| 2007年 | 3,510,259人 |
| 2008年 | 3,402,601人 |
| 2009年 | 3,065,968人 |
| 2010年 | 3,022,784人 |
| 2011年 | 3,385,794人 |
| 2012年 | 3,198,788人 |
| 2013年 | 2,719,815人 |
| 2014年 | 2,775,616人 |
| 2015年 | 2,591,255人 |
| 2016年 | 2,807,811人 |
| 2017年 | 3,099,142人 |
| 2018年 | 3,459,807人 |

## アクセス
ATVが運行するシャトルバス、Aerobus（199系統）はヴェローナ＝ヴィッラフランカ空港 - ヴェローナ・ポルタ・ヌオーヴァ駅間を結んでいる 。また、夏期（6 - 9月）にはATVの164系統、183系統、184系統が約1時間おきにヴェローナ＝ヴィッラフランカ空港とガルダ湖沿いのコムーネの間を結んでいる。